# Alvar Gullichsen

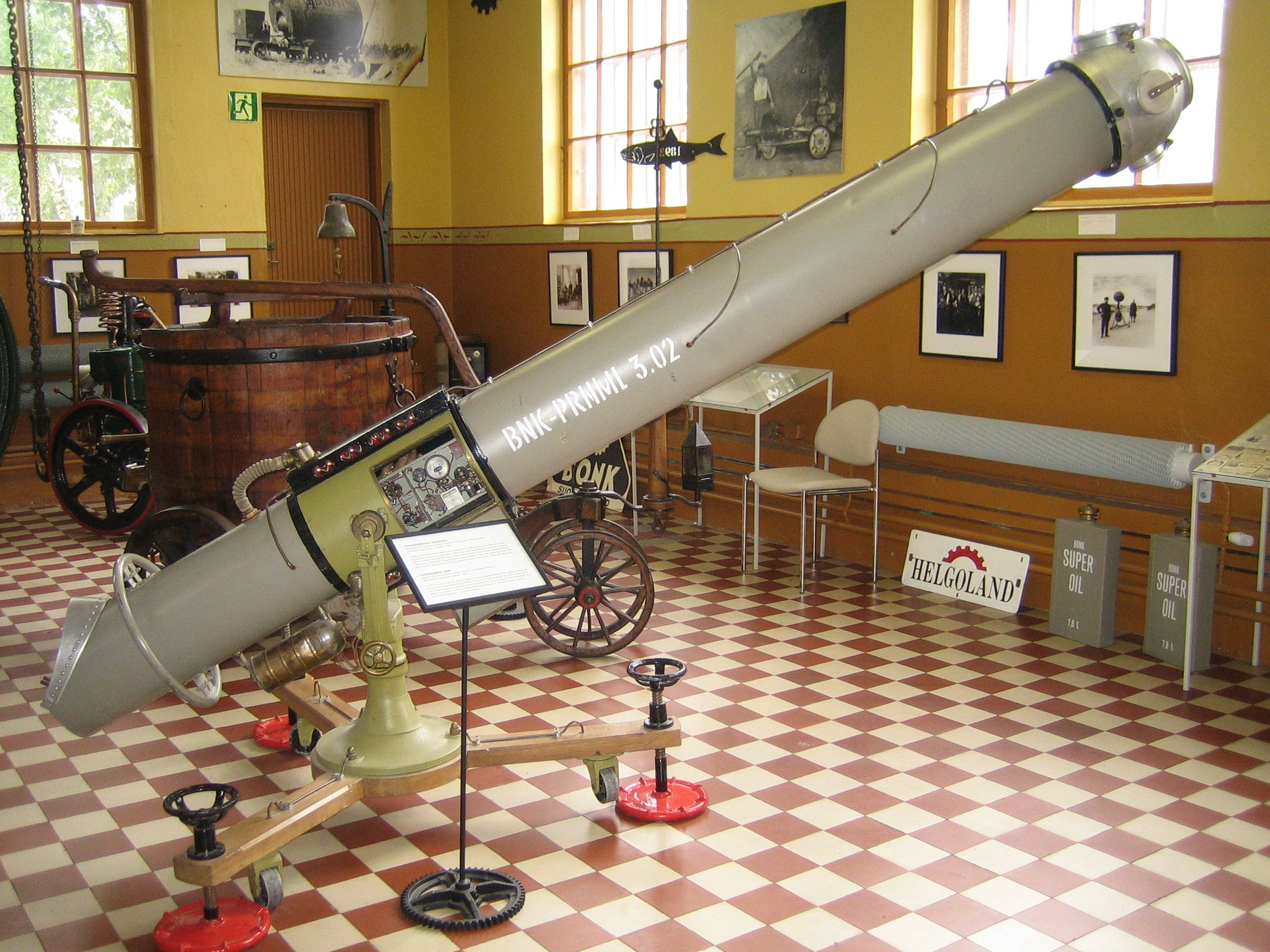
Bonkföretagens produkt Paranormal kanon. I bakgrunden skymtas föremål på Bonkmuseet, bland annat något som hänför sig till den första tidens ansjovisoljeproduktion.

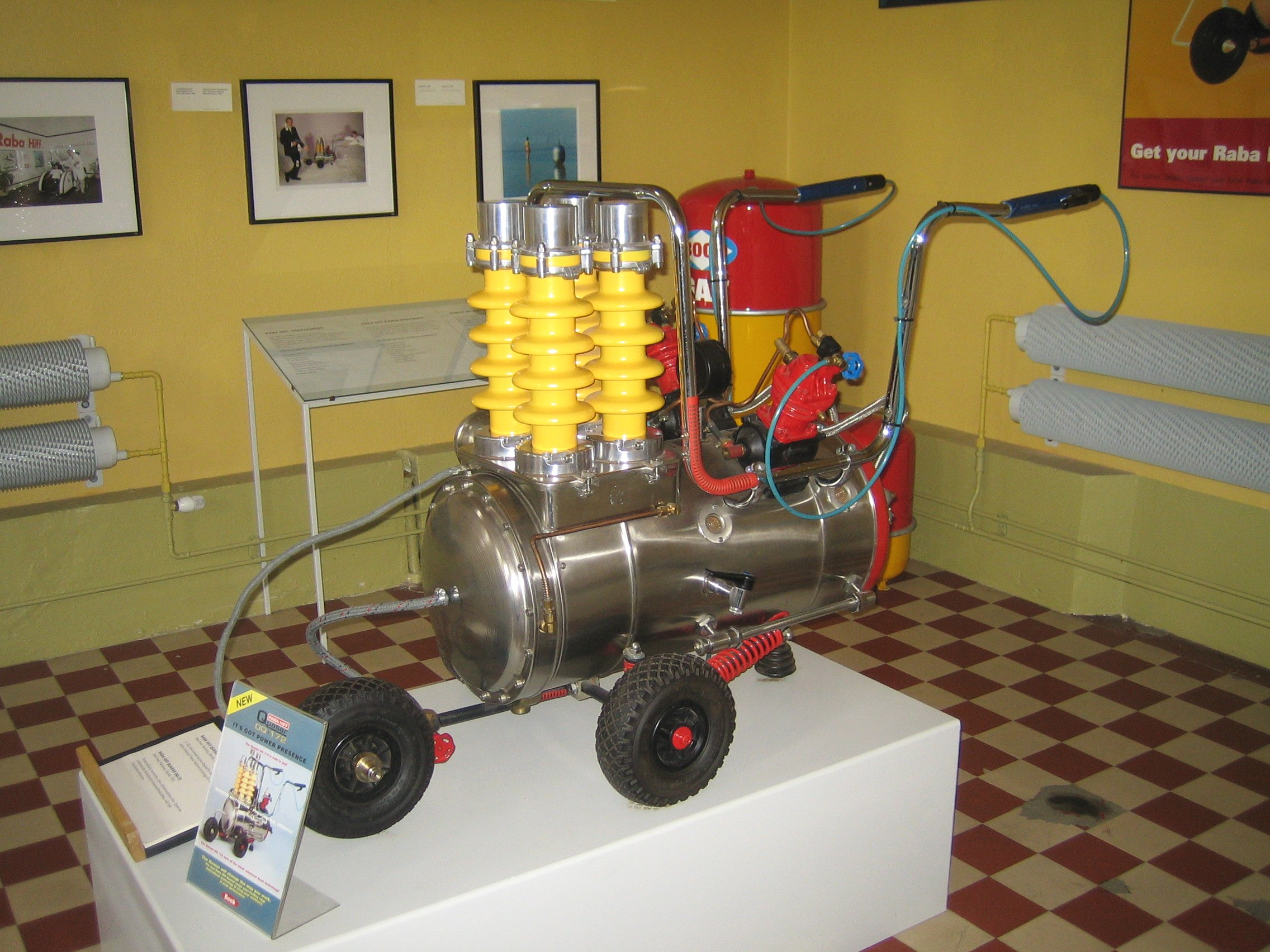
En Raba Hiff maskin på Bonkmuseet.

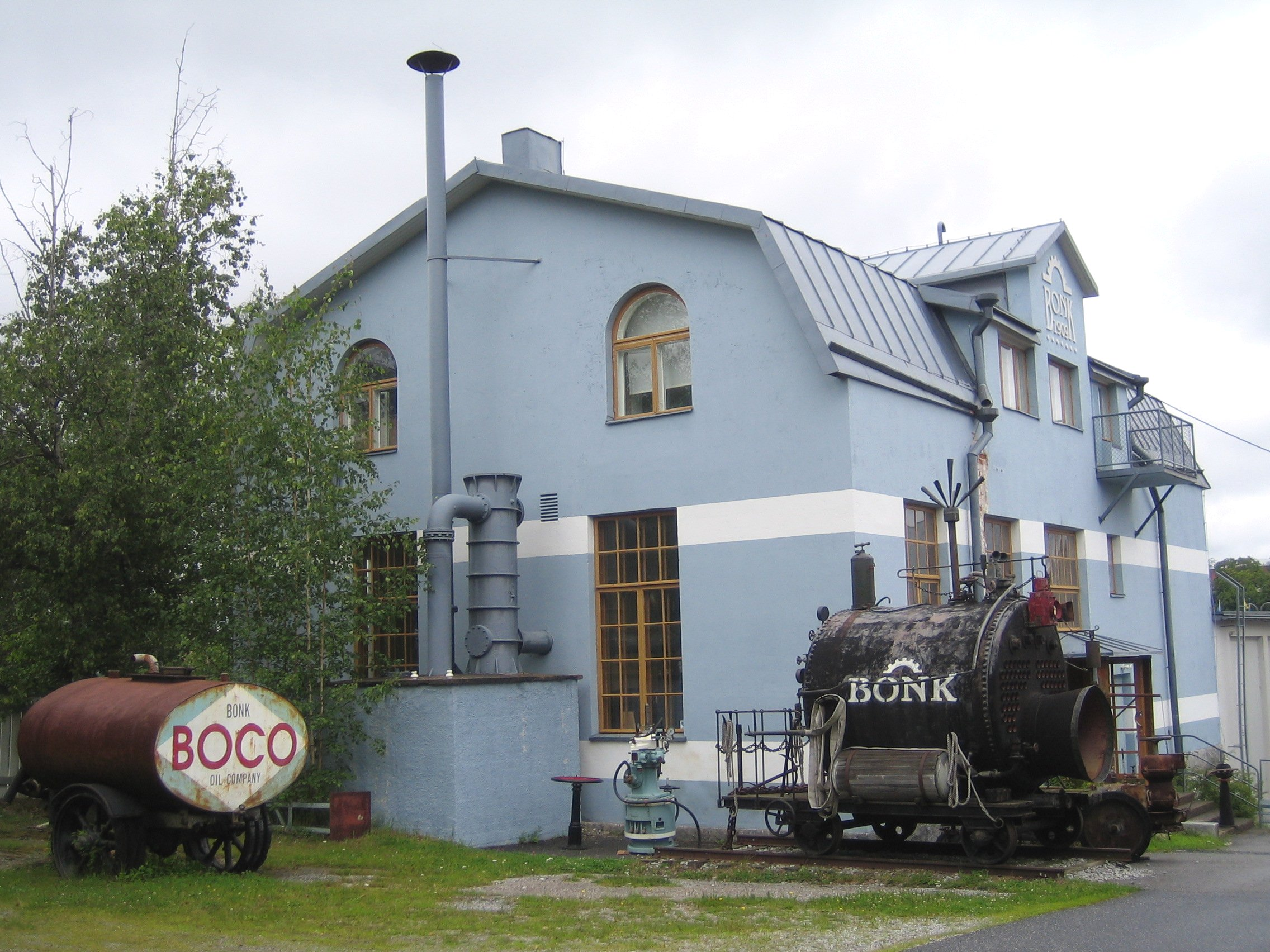
Bonkmuseet i Nystad.

Alvar Gullichsen, född 1961 i Helsingfors, är en finlandssvensk popkonstnär.
Alvar Gullichsen är son till Kristian Gullichsen och sonson till Harry och Maire Gullichsen. Han studerade vid Bildkonstakademin i Helsingfors 1984-1989, både på linjen för bildkonst och på skulpturlinjen. Hans bilder finns bland annat på Kiasmamuseet i Helsingfors och representerar en form av avancerad graffiti med surrealistiska inslag. Känd är hans skulptur Posankka från 1999, en stor rosa skulptur i glasfiberarmerad plast som föreställer en hybrid mellan anka och gris. Den står på Åbo universitetsområde efter att ha flottats dit längs Aura å under stort spektakel.
Alvar Gullichsen är ekonomiskt oberoende och en konsekvens av detta är hans mest kända verk, det fiktiva företaget Bonk Business Inc. I slutet av sin studietid blev han fascinerad av någon teknisk pryl som föreföll mer eller mindre huvudlös, men hade en klart estetisk framtoning, och han började spinna på temat. Slutligen hade han omkring 1994 skapat ett helt imaginärt globalt imperium, med historia från 1800-talet, som tjänat miljoner på ansjovisolja. Företaget sägs således idag vara världsledande på defunktionaliserade maskiner. Ett framgångsrikt företags, till en början knöliga, bana till internationell ryktbarhet, beskrivs illusoriskt. De egentliga konstverken är maskiner som satts ihop av autentiska skrotdelar och polerats upp så att mässingen glänser, och sedan fått en fantasifull funktionsbeskrivning. Förutom föremålens konstfulla framtoning, är konceptet kryddat med en god portion crazyhumor.[källa behövs] De flesta verken kan ses på Bonkmuseet i Nystad, beläget på Siltakatu 2.
År 2002 tillbringade Alvar Gullichsen en tid som stipendiat i det finländskfinansierade konstnärscentret Villa Karos i Benin i Västafrika, och bekantade sig där också med den lokala musiken. Då han under sin studietid hade spelat trummor i ett band, blev han inspirerad att fatta trumpinnarna på nytt.[källa behövs] Hans senaste projekt är därmed The Groovy Eldorado Ensemble, som framför afrikainspirerad big-band jazz blandad med blues, reggae och funk, vilken bandet turnerat med 2006, och givit ut en skiva, Schokobananen både på vinyl och CD.[källa behövs] På skivan står Gullichsen för åtskilligt av både komposition och texter.[källa behövs]